# تصفيات كأس العالم 2018 (آسيا)
صادق المكتب التنفيذي التابع للاتحاد الآسيوي لكرة القدم على مقترح من أجل دمج التصفيات الأولية لنهائيات كأس العالم وتصفيات كأس آسيا التي سيرفع عدد المنتخبات المشاركة في نهائيات من 16 إلى 24 منتخباً اعتباراً من نسخة عام 2019.
التصفيات الآسيوية المؤهلة لكأس العالم لكرة القدم 2018 في روسيا ستشهد تتافس 46 فريقاً آسيوياً على 4 أو 5 بطاقات متاحة فقط لصعود إلى كأس العالم. كما ستشهد تنافس 40 فريقأ من أصل 46 فريقأ آسيوياً على 23 بطاقة متاحة فقط لصعود إلى أمم أسيا لكرة القدم. بعد صعود الإمارات العربية المتحدة إلى نهائيات 2019 لأنها الدولة المضيفة.

## النظام
يتألف الاتحاد الآسيوي لكرة القدم من 46 اتحاداً وطنياً “منتخبات”، ويتأهل من تلك المنتخبات 4 إلى بطولة كأس العالم 2018، فيما يلعب المنتخب الخامس في الملحق العالمي مع قارة أمريكا الشمالية والوسط، كما يتأهل 24 منتخباً إلى كأس أمم آسيا 2019.
```
المرحلة الأولى:ويلعب فيها 12 منتخباً بنظام الذهاب والإياب، ويتأهل منهم 6 منتخبات إلى المرحلة الثانية.
```

المرحلة الثانية:تتأهل 6 منتخبات من المرحلة الأولى و34 منتخباً تأهلوا تلقائياً إلى المرحلة الثانية وليصبح العدد 40 منتخباً، تم تقسيمهم على 8 مجموعات، في كل مجموعة 5 منتخبات، وتلعب بنظام الذهاب والإياب.
يتأهل أصحاب المركز الأولى في المجموعات إلى المرحلة الرابعة، بالإضافة لأفضل 4 ثواني وليصبح عددهم 12 منتخباً، هؤلاء الـ 12 منتخباً يتأهلون تلقائياً إلى كأس أمم آسيا 2019.
كما يتأهل أسوء 4 منتخبات في المركز الثاني في المجموعات الثمانية، والمنتخبات أصاحب المركزين الثالث والرابع، بالإضافة إلى أفضل 4 منتخبات من أصحاب المركز الخامس “عددهم 24” إلى المرحلة الثالثة.
المرحلة الثالثة: الـ 24 منتخباً الذين تأهلوا إلى المرحلة الثالثة ستخوض مباريات بعد توزيعها على 6 المجموعات ويتأهل منهم أصاحب المركزين الأول والثاني “عددهم 12 منتخباً” إلى نهائيات آسيا وليكتمل عدد المتأهلين إلى هذه البطولة، وليصبح عددهم 24 منتخباً يخضون مباريات البطولة عام 2019 في الإمارات.
المرحلة الرابع: المنتخبات الـ 12 التي تأهلت من المرحلة الثانية إلى المرحلة الرابعة، سيتم تقسيمهم إلى مجموعتين، تحتوي المجموعة 6 منتخبات، يخضون المباريات بنظام الدوري “ذهاب وإياب” ويتأهل صاحبي المركزين الأول والثاني من كل مجموعة إلى بطولة كأس العالم 2018 والتي ستقام في روسيا، فيما يتأهل المنتخبان أصحاب المركز الثالث في المجموعتين للمرحلة الخامسة.
المرحلة الخامسة: يخوض المنتخبان المتأهلان إلى هذا الدور مباراتين بنظام الذهاب والإياب والفائز منهما، يتأهل إلى الملحق العالمي ليواجه أحد منتخبات أمريكا الشمالية والوسطى، والفائز منهما يتأهل إلى نهائيات كأس العالم 2018.

## قواعد التأهيل
حددت الفيفا معايير التأهيل في حال التعادل حسب القانون 20.6 و20.7 من دستور الفيفا في الآتي:
1. النقاط
2. فارق الأهداف
3. الأهداف المسجلة
4. المواجهات المباشرة
5. فارق الأهداف في المواجهات المباشرة
6. الأهداف في المواجهات المباشرة
7. الأهداف خارج الميدان
8. مباراة فاصلة من 90 دقيقة إضافة إلى وقت إضافي وضربات ترجيحية

## المشاركين
46 منتخب آسيوي التحقوا بالتصفيات.
التصنيف يحدد من أي مرحلة تبدأ الفرق المنافسة:
- الفرق المصنفة من 1–34 (يشاركون في المرحلة الثانية في تصفيات آسيا لكأس العالم لكرة القدم 2018 وتصفيات آسيا لكأس لكرة القدم 2019)
- الفرق المصنفة من 35–46 (يشاركون في المرحلة الأولى في تصفيات آسيا لكأس العالم لكرة القدم 2018 وتصفيات آسيا لكأس لكرة القدم 2019 التي تضم الفرق الأقل تصنيفا)

| انتقلوا مباشرة للمرحلة الثانية (أصحاب التصنيف 1 حتى 34) | يتنافسون في المرحلة الأولى (أصحاب التصنيف 35 حتى 46) |
| --- | --- |
| 1. إيران (51) 2. اليابان (54) 3. كوريا الجنوبية (69) 4. أوزبكستان (71) 5. الإمارات العربية المتحدة (80) 6. قطر (92) 7. عمان (93) 8. الأردن (93) 9. الصين (96) 10. أستراليا (100) 11. السعودية (102) 12. البحرين (110) 13. العراق (114) 14. فلسطين (115) 15. لبنان (122) 16. الكويت (125) 17. الفلبين (129) 18. المالديف (131) 19. فيتنام (133) 20. طاجيكستان (136) 21. ميانمار (141) 22. أفغانستان (142) 23. تايلاند (144) 24. تركمانستان (147) 25. كوريا الشمالية (150) 26. سوريا (151) 27. قرغيزستان (152) 28. ماليزيا (154) 29. هونغ كونغ (156) 30. سنغافورة (157) 31. إندونيسيا (159) 32. لاوس (160) 33. غوام (161) 34. بنغلاديش (165) | 1. الهند (171) 2. سريلانكا (172) 3. اليمن (176) 4. كمبوديا (179) 5. تايبيه الصينية (182) 6. تيمور الشرقية (185) 7. نيبال (186) 8. ماكاو (186) 9. باكستان (188) 10. منغوليا (194) 11. بروناي (198) 12. بوتان (209) |

## المواعيد
جدول المسابقة كما يلي.
| المرحلة         | يوم المباريات    | التاريخ        |
| --------------- | ---------------- | -------------- |
| المرحلة الأولى  | مباراة الذهاب    | 12 مارس 2015   |
| المرحلة الأولى  | مباراة الإياب    | 17 مارس 2015   |
| المرحلة الثانية | يوم المباريات 1  | 11 يونيو 2015  |
| المرحلة الثانية | يوم المباريات 2  | 16 يونيو 2015  |
| المرحلة الثانية | يوم المباريات 3  | 3 سبتمبر 2015  |
| المرحلة الثانية | يوم المباريات 4  | 8 سبتمبر 2015  |
| المرحلة الثانية | يوم المباريات 5  | 8 أكتوبر 2015  |
| المرحلة الثانية | يوم المباريات 6  | 13 أكتوبر 2015 |
| المرحلة الثانية | يوم المباريات 7  | 12 نوفمبر 2015 |
| المرحلة الثانية | يوم المباريات 8  | 17 نوفمبر 2015 |
| المرحلة الثانية | يوم المباريات 9  | 24 مارس 2016   |
| المرحلة الثانية | يوم المباريات 10 | 29 مارس 2016   |

| المرحلة         | يوم المباريات    | التاريخ        |
| --------------- | ---------------- | -------------- |
| المرحلة الثالثة | يوم المباريات 1  | 1 سبتمبر 2016  |
| المرحلة الثالثة | يوم المباريات 2  | 6 سبتمبر 2016  |
| المرحلة الثالثة | يوم المباريات 3  | 6 أكتوبر 2016  |
| المرحلة الثالثة | يوم المباريات 4  | 11 أكتوبر 2016 |
| المرحلة الثالثة | يوم المباريات 5  | 15 نوفمبر 2016 |
| المرحلة الثالثة | يوم المباريات 6  | 23 مارس 2017   |
| المرحلة الثالثة | يوم المباريات 7  | 28 مارس 2017   |
| المرحلة الثالثة | يوم المباريات 8  | 13 يونيو 2017  |
| المرحلة الثالثة | يوم المباريات 9  | 31 أغسطس 2017  |
| المرحلة الثالثة | يوم المباريات 10 | 5 سبتمبر 2017  |
| المرحلة الرابعة | مباراة الذهاب    | 5 أكتوبر 2017  |
| المرحلة الرابعة | مباراة الإياب    | 10 أكتوبر 2017 |

المباريات الفاصلة بين الاتحادات القارية من المقرر أن تلعب بين 6–14 نوفمبر 2017.

## المرحلة الأولى
أجريت قرعة المرحلة الأولى في 10 فبراير 2015 في العاصمة الماليزية كوالالمبور.
| الفريق الأول   | إجم. | الفريق الثاني | مباراة الذهاب | مباراة الإياب |
| -------------- | ---- | ------------- | ------------- | ------------- |
| الهند          | 2–0  | نيبال         | 2–0           | 0–0           |
| اليمن          | 3–1  | باكستان       | 3–1           | 0–0           |
| تيمور الشرقية  | 0–6  | منغوليا       | 0–3           | 0–3           |
| كمبوديا        | 4–1  | ماكاو         | 3–0           | 1–1           |
| تايبيه الصينية | 2–1  | بروناي        | 0–1           | 2–0           |
| سريلانكا       | 1–3  | بوتان         | 0–1           | 1–2           |

ملاحظات
1. 1 2 3  فازت تيمور الشرقية في مباراة الذهاب 4–1 ومباراة الإياب 1–0، وبالتالي فازت 5-1 في مجموع المباراتين وتقدمت إلى الجولة الثانية. في 12 ديسمبر 2017 منح الفيفا كلا المبارتين 3–0 لمنغوليا بسبب إيفاد تيمور الشرقية العديد من اللاعبين غير المؤهلين. بيد أن هذا حدث بعد فترة طويلة من انتهاء الجولة الثانية، مما أدى إلى تقدم تيمور الشرقية وعدم إعادة منغوليا.

## المرحلة الثانية
أجريت قرعة المرحلة الثانية في 14 أبريل 2015 في العاصمة الماليزية كوالالمبور.

### المجموعات

#### المجموعة أ
| م | الفريق                   | لعب | ف | ت | خ | أ.له | أ.ع | أ.ف | نقاط | التأهل                                      |  |      |     |     |      |     |
| - | ------------------------ | --- | - | - | - | ---- | --- | --- | ---- | ------------------------------------------- |  | ---- | --- | --- | ---- | --- |
| 1 | السعودية                 | 8   | 6 | 2 | 0 | 28   | 4   | +24 | 20   | المرحلة الثالثة و‌كأس آسيا                   |  | —    | 2–1 | 3–2 | 2–0  | 7–0 |
| 2 | الإمارات العربية المتحدة | 8   | 5 | 2 | 1 | 25   | 4   | +21 | 17   | المرحلة الثالثة و‌كأس آسيا                   |  | 1–1  | —   | 2–0 | 10–0 | 8–0 |
| 3 | فلسطين                   | 8   | 3 | 3 | 2 | 22   | 6   | +16 | 12   | المرحلة الثالثة التأهيلية لكأس آسيا         |  | 0–0  | 0–0 | —   | 6–0  | 7–0 |
| 4 | ماليزيا                  | 8   | 1 | 1 | 6 | 3    | 30  | −27 | 4    | مرحلة المباريات الفاصلة التأهيلية لكأس آسيا |  | 0–3  | 1–2 | 0–6 | —    | 1–1 |
| 5 | تيمور الشرقية            | 8   | 0 | 2 | 6 | 2    | 36  | −34 | 2    | مرحلة المباريات الفاصلة التأهيلية لكأس آسيا |  | 0–10 | 0–1 | 1–1 | 0–1  | —   |

1. ↑  مباراة ماليزيا والسعودية يوم 8 سبتمبر 2015، تم إيقافها بعد مرور 87 دقيقة على بدايتها بسبب رمي المشجعين لأغراض على أرضية الملعب. وكانت نتيجة المباراة في ذلك 2–1 لصالح السعودية. في 5 أكتوبر 2015، قرر الفيفا أن ماليزيا قد خسرت المباراة وأن السعودية قد فازت بنتيجة 3–0.[10][11]

#### المجموعة ب
| م | الفريق    | لعب | ف | ت | خ | أ.له | أ.ع | أ.ف | نقاط | التأهل                                      |  |     |     |     |     |     |
| - | --------- | --- | - | - | - | ---- | --- | --- | ---- | ------------------------------------------- |  | --- | --- | --- | --- | --- |
| 1 | أستراليا  | 8   | 7 | 0 | 1 | 29   | 4   | +25 | 21   | المرحلة الثالثة و‌كأس آسيا                   |  | —   | 5–1 | 3–0 | 7–0 | 5–0 |
| 2 | الأردن    | 8   | 5 | 1 | 2 | 21   | 7   | +14 | 16   | المرحلة الثالثة التأهيلية لكأس آسيا         |  | 2–0 | —   | 0–0 | 3–0 | 8–0 |
| 3 | قرغيزستان | 8   | 4 | 2 | 2 | 10   | 8   | +2  | 14   | المرحلة الثالثة التأهيلية لكأس آسيا         |  | 1–2 | 1–0 | —   | 2–2 | 2–0 |
| 4 | طاجيكستان | 8   | 1 | 2 | 5 | 9    | 20  | −11 | 5    | مرحلة المباريات الفاصلة التأهيلية لكأس آسيا |  | 0–3 | 1–3 | 0–1 | —   | 5–0 |
| 5 | بنغلاديش  | 8   | 0 | 1 | 7 | 2    | 32  | −30 | 1    | مرحلة المباريات الفاصلة التأهيلية لكأس آسيا |  | 0–4 | 0–4 | 1–3 | 1–1 | —   |

#### المجموعة ج
| م | الفريق    | لعب | ف | ت | خ | أ.له | أ.ع | أ.ف | نقاط | التأهل                                      |  |     |     |     |     |      |
| - | --------- | --- | - | - | - | ---- | --- | --- | ---- | ------------------------------------------- |  | --- | --- | --- | --- | ---- |
| 1 | قطر       | 8   | 7 | 0 | 1 | 29   | 4   | +25 | 21   | المرحلة الثالثة و‌كأس آسيا                   |  | —   | 1–0 | 2–0 | 4–0 | 15–0 |
| 2 | الصين     | 8   | 5 | 2 | 1 | 27   | 1   | +26 | 17   | المرحلة الثالثة و‌كأس آسيا                   |  | 2–0 | —   | 0–0 | 4–0 | 12–0 |
| 3 | هونغ كونغ | 8   | 4 | 2 | 2 | 13   | 5   | +8  | 14   | المرحلة الثالثة التأهيلية لكأس آسيا         |  | 2–3 | 0–0 | —   | 2–0 | 7–0  |
| 4 | المالديف  | 8   | 2 | 0 | 6 | 8    | 20  | −12 | 6    | مرحلة المباريات الفاصلة التأهيلية لكأس آسيا |  | 0–1 | 0–3 | 0–1 | —   | 4–2  |
| 5 | بوتان     | 8   | 0 | 0 | 8 | 5    | 52  | −47 | 0    | مرحلة المباريات الفاصلة التأهيلية لكأس آسيا |  | 0–3 | 0–6 | 0–1 | 3–4 | —    |

#### المجموعة د
| م | الفريق     | لعب | ف | ت | خ | أ.له | أ.ع | أ.ف | نقاط | التأهل                                      |  |     |     |     |     |     |
| - | ---------- | --- | - | - | - | ---- | --- | --- | ---- | ------------------------------------------- |  | --- | --- | --- | --- | --- |
| 1 | إيران      | 8   | 6 | 2 | 0 | 26   | 3   | +23 | 20   | المرحلة الثالثة و‌كأس آسيا                   |  | —   | 2–0 | 3–1 | 6–0 | 4–0 |
| 2 | عمان       | 8   | 4 | 2 | 2 | 11   | 7   | +4  | 14   | المرحلة الثالثة التأهيلية لكأس آسيا         |  | 1–1 | —   | 3–1 | 1–0 | 3–0 |
| 3 | تركمانستان | 8   | 4 | 1 | 3 | 10   | 11  | −1  | 13   | المرحلة الثالثة التأهيلية لكأس آسيا         |  | 1–1 | 2–1 | —   | 1–0 | 2–1 |
| 4 | غوام       | 8   | 2 | 1 | 5 | 3    | 16  | −13 | 7    | المرحلة الثالثة التأهيلية لكأس آسيا         |  | 0–6 | 0–0 | 1–0 | —   | 2–1 |
| 5 | الهند      | 8   | 1 | 0 | 7 | 5    | 18  | −13 | 3    | مرحلة المباريات الفاصلة التأهيلية لكأس آسيا |  | 0–3 | 1–2 | 1–2 | 1–0 | —   |

1. ↑  منحت الفيفا إيران فوز 3–0 نتيجة لإشراك الهند اللاعب غير المؤهل إوغينيسون لينغدوه.[12] في البداية انتهت المباراة 3–0 لإيران.

#### المجموعة ر
| م | الفريق    | لعب | ف | ت | خ | أ.له | أ.ع | أ.ف | نقاط | التأهل                                      |  |     | سوريا |     |     |     |
| - | --------- | --- | - | - | - | ---- | --- | --- | ---- | ------------------------------------------- |  | --- | ----- | --- | --- | --- |
| 1 | اليابان   | 8   | 7 | 1 | 0 | 27   | 0   | +27 | 22   | المرحلة الثالثة و‌كأس آسيا                   |  | —   | 5–0   | 0–0 | 5–0 | 3–0 |
| 2 | سوريا     | 8   | 6 | 0 | 2 | 26   | 11  | +15 | 18   | المرحلة الثالثة و‌كأس آسيا                   |  | 0–3 | —     | 1–0 | 5–2 | 6–0 |
| 3 | سنغافورة  | 8   | 3 | 1 | 4 | 9    | 9   | 0   | 10   | المرحلة الثالثة التأهيلية لكأس آسيا         |  | 0–3 | 1–2   | —   | 1–0 | 2–1 |
| 4 | أفغانستان | 8   | 3 | 0 | 5 | 8    | 24  | −16 | 9    | المرحلة الثالثة التأهيلية لكأس آسيا         |  | 0–6 | 0–6   | 2–1 | —   | 3–0 |
| 5 | كمبوديا   | 8   | 0 | 0 | 8 | 1    | 27  | −26 | 0    | مرحلة المباريات الفاصلة التأهيلية لكأس آسيا |  | 0–2 | 0–6   | 0–4 | 0–1 | —   |

#### المجموعة س
| م | الفريق         | لعب | ف | ت | خ | أ.له | أ.ع | أ.ف | نقاط | التأهل                                      |  |     |     |     |     |   |
| - | -------------- | --- | - | - | - | ---- | --- | --- | ---- | ------------------------------------------- |  | --- | --- | --- | --- | - |
| 1 | تايلاند        | 6   | 4 | 2 | 0 | 14   | 6   | +8  | 14   | المرحلة الثالثة و‌كأس آسيا                   |  | —   | 2–2 | 1–0 | 4–2 | — |
| 2 | العراق         | 6   | 3 | 3 | 0 | 13   | 6   | +7  | 12   | المرحلة الثالثة و‌كأس آسيا                   |  | 2–2 | —   | 1–0 | 5–1 | — |
| 3 | فيتنام         | 6   | 2 | 1 | 3 | 7    | 8   | −1  | 7    | المرحلة الثالثة التأهيلية لكأس آسيا         |  | 0–3 | 1–1 | —   | 4–1 | — |
| 4 | تايبيه الصينية | 6   | 0 | 0 | 6 | 5    | 19  | −14 | 0    | مرحلة المباريات الفاصلة التأهيلية لكأس آسيا |  | 0–2 | 0–2 | 1–2 | —   | — |
| 5 | إندونيسيا (D)  | 0   | 0 | 0 | 0 | 0    | 0   | 0   | 0    | استبعدت بسبب إيقاف الفيفا                   |  | —   | —   | —   | —   | — |

1. ↑  في 30 مايو 2015، أعلن الفيفا أنه تم إيقاف اتحاد إندونيسيا لكرة القدم مع مفعول فوري للتدخل الحكومي.[13] وأكد الاتحاد الآسيوي لكرة القدم في 3 يونيو 2015، أن إندونيسيا قد استبعدت من المنافسة المؤهلة، وألغيت جميع المباريات التي تنطوي عليها.[14]

#### المجموعة ص
| م | الفريق         | لعب | ف | ت | خ | أ.له | أ.ع | أ.ف | نقاط | التأهل                                      |  |     |     |     |     |     |
| - | -------------- | --- | - | - | - | ---- | --- | --- | ---- | ------------------------------------------- |  | --- | --- | --- | --- | --- |
| 1 | كوريا الجنوبية | 8   | 8 | 0 | 0 | 27   | 0   | +27 | 24   | المرحلة الثالثة و‌كأس آسيا                   |  | —   | 1–0 | 3–0 | 4–0 | 8–0 |
| 2 | لبنان          | 8   | 3 | 2 | 3 | 12   | 6   | +6  | 11   | المرحلة الثالثة التأهيلية لكأس آسيا         |  | 0–3 | —   | 0–1 | 1–1 | 7–0 |
| 3 | الكويت         | 8   | 3 | 1 | 4 | 12   | 10  | +2  | 10   | المرحلة الثالثة التأهيلية لكأس آسيا         |  | 0–1 | 0–0 | —   | 9–0 | 0–3 |
| 4 | ميانمار        | 8   | 2 | 2 | 4 | 9    | 21  | −12 | 8    | المرحلة الثالثة التأهيلية لكأس آسيا         |  | 0–2 | 0–2 | 3–0 | —   | 3–1 |
| 5 | لاوس           | 8   | 1 | 1 | 6 | 6    | 29  | −23 | 4    | مرحلة المباريات الفاصلة التأهيلية لكأس آسيا |  | 0–5 | 0–2 | 0–2 | 2–2 | —   |

1. 1 2 3 4  في 16 أكتوبر 2015، أعلن الفيفا أن الاتحاد الكويتي لكرة القدم تم إيقافه بمفعول فوري، بناء على قرار من اللجنة التنفيذية للفيفا بأن قانون الرياضة في الكويت يجب أن يتغير قبل 15 أكتوبر.[15] مباراة ميانمار × الكويت، المقررة في 17 نوفمبر 2015، لم تلعب وذلك بسبب هذا الإيقاف،[16] وفي 13 يناير 2016، قرر الفيفا أن هذه المباراة ينبغي اعتبارها متنازل عنها من قبل الكويت، ومنحها كفوز 3–0 لصالح ميانمار.[17] مباراتي الكويت × لاوس وكوريا الجنوبية × الكويت، المقرر عقدهما يومي 24 و29 مارس 2016 على التوالي، لم تعقد كما كان مقرراً، وفي 6 أبريل، قرر الفيفا أن هتين المباراتين ينبغي اعتبارهما متنازل عنهما من قبل الكويت، ومنحتا كفوز 3–0 لصالح لاوس وكوريا الجنوبية.[18]

#### المجموعة ط
| م | الفريق         | لعب | ف | ت | خ | أ.له | أ.ع | أ.ف | نقاط | التأهل                                      |  |     |     |     |     |     |
| - | -------------- | --- | - | - | - | ---- | --- | --- | ---- | ------------------------------------------- |  | --- | --- | --- | --- | --- |
| 1 | أوزبكستان      | 8   | 7 | 0 | 1 | 20   | 7   | +13 | 21   | المرحلة الثالثة و‌كأس آسيا                   |  | —   | 3–1 | 1–0 | 1–0 | 1–0 |
| 2 | كوريا الشمالية | 8   | 5 | 1 | 2 | 14   | 8   | +6  | 16   | المرحلة الثالثة التأهيلية لكأس آسيا         |  | 4–2 | —   | 0–0 | 2–0 | 1–0 |
| 3 | الفلبين        | 8   | 3 | 1 | 4 | 8    | 12  | −4  | 10   | المرحلة الثالثة التأهيلية لكأس آسيا         |  | 1–5 | 3–2 | —   | 2–1 | 0–1 |
| 4 | البحرين        | 8   | 3 | 0 | 5 | 10   | 10  | 0   | 9    | المرحلة الثالثة التأهيلية لكأس آسيا         |  | 0–4 | 0–1 | 2–0 | —   | 3–0 |
| 5 | اليمن          | 8   | 1 | 0 | 7 | 2    | 17  | −15 | 3    | مرحلة المباريات الفاصلة التأهيلية لكأس آسيا |  | 1–3 | 0–3 | 0–2 | 0–4 | —   |

1. ↑  منح الفيفا كوريا الشمالية فوز 3–0 نتيجة لإشراك اليمن اللاعب غير المؤهل مدير الرداعي، بعد أن هزمت كوريا الشمالية اليمن 1–0. وقد فشل الرداعي في تنفيذ عقوبة تلقائية لحرمان من مباراة واحدة لنيله بطاقتين صفراوين في وقت سابق في المرحلة الأولى من المنافسة.[19]

## المرحلة الثالثة

### المجموعات

#### المجموعة أ
| م | الفريق         | لعب | ف | ت | خ | أ.له | أ.ع | أ.ف | نقاط | التأهل                                |     |     |     |     |     |     |     |
| - | -------------- | --- | - | - | - | ---- | --- | --- | ---- | ------------------------------------- | --- | --- | --- | --- | --- | --- | --- |
| 1 | إيران          | 10  | 6 | 4 | 0 | 10   | 2   | +8  | 22   | التأهل إلى كأس العالم لكرة القدم 2018 |     | —   | 1–0 | 2–2 | 2–0 | 1–0 | 2–0 |
| 2 | كوريا الجنوبية | 10  | 4 | 3 | 3 | 11   | 10  | +1  | 15   | التأهل إلى كأس العالم لكرة القدم 2018 |     | 0–0 | —   | 1–0 | 2–1 | 3–2 | 3–2 |
| 3 | سوريا          | 10  | 3 | 4 | 3 | 9    | 8   | +1  | 13   | التقدم إلى المرحلة الرابعة            |     | 0–0 | 0–0 | —   | 1–0 | 2–2 | 3–1 |
| 4 | أوزبكستان      | 10  | 4 | 1 | 5 | 6    | 7   | −1  | 13   |                                       |     | 0–1 | 0–0 | 1–0 | —   | 2–0 | 1–0 |
| 5 | الصين          | 10  | 3 | 3 | 4 | 8    | 10  | −2  | 12   |                                       | 0–0 | 1–0 | 0–1 | 1–0 | —   | 0–0 |     |
| 6 | قطر            | 10  | 2 | 1 | 7 | 8    | 15  | −7  | 7    |                                       | 0–1 | 3–2 | 1–0 | 0–1 | 1–2 | —   |     |

#### المجموعة ب
| م | الفريق                   | لعب | ف | ت | خ | أ.له | أ.ع | أ.ف | نقاط | التأهل                                |     |     |     |     |     |     |     |
| - | ------------------------ | --- | - | - | - | ---- | --- | --- | ---- | ------------------------------------- | --- | --- | --- | --- | --- | --- | --- |
| 1 | اليابان                  | 10  | 6 | 2 | 2 | 17   | 7   | +10 | 20   | التأهل إلى كأس العالم لكرة القدم 2018 |     | —   | 2–1 | 2–0 | 1–2 | 2–1 | 4–0 |
| 2 | السعودية                 | 10  | 6 | 1 | 3 | 17   | 10  | +7  | 19   | التأهل إلى كأس العالم لكرة القدم 2018 |     | 1–0 | —   | 2–2 | 3–0 | 1–0 | 1–0 |
| 3 | أستراليا                 | 10  | 5 | 4 | 1 | 16   | 11  | +5  | 19   | التقدم إلى المرحلة الرابعة            |     | 1–1 | 3–2 | —   | 2–0 | 2–0 | 2–1 |
| 4 | الإمارات العربية المتحدة | 10  | 4 | 1 | 5 | 10   | 13  | −3  | 13   |                                       |     | 0–2 | 2–1 | 0–1 | —   | 2–0 | 3–1 |
| 5 | العراق                   | 10  | 3 | 2 | 5 | 11   | 12  | −1  | 11   |                                       | 1–1 | 1–2 | 1–1 | 1–0 | —   | 4–0 |     |
| 6 | تايلاند                  | 10  | 0 | 2 | 8 | 6    | 24  | −18 | 2    |                                       | 0–2 | 0–3 | 2–2 | 1–1 | 1–2 | —   |     |

## المرحلة الرابعة
| الفريق الأول | إجم. | الفريق الثاني | مباراة الذهاب | مباراة الإياب |
| ------------ | ---- | ------------- | ------------- | ------------- |
| سوريا        | 2–3  | أستراليا      | 1–1           | 1–2 (ب.و.إ.)  |

## مسجلو الأهداف
آخر تحديث 23 مارس 2017.
ملاحظة: اللاعبون بالخط العريض لا يزالون ينشطون في المنافسة.
15 هدفًا
- محمد السهلاوي
- أحمد خليل

9 أهداف
- تيم كاهيل

8 أهداف
- يانغ شو
- سردار آزمون
- عمر خريبين

7 أهداف
- ميلي يديناك
- يو داباو
- كيسوكي هوندا
- سون هيونغ-مين
- حسن الهيدوس
- علي مبخوت
- مهدي طارمي

6 أهداف
- مهند عبد الرحيم
- حمزة الدردور
- تيسير الجاسم
- منوشهر جليلوف
- شينجي كاغاوا

5 أهداف
- توم روغيتش
- غينكي هاراغوتشي
- حسن عبد الفتاح
- علي أشفق
- تيراسيل دانغدا
- سردار رشيدوف
- شينجي أوكازاكي
- يحيى الشهري

4 أهداف
- تشينتشو غييلتشين
- سونيل تشيتري
- يونس محمود
- عبد الله ذيب
- بدر المطوع
- يوسف ناصر
- أنتون زمليانوخين
- أحمد أبو ناهية
- بوعلام خوخي
- محمد مونتاري
- محمد موسى
- نواف العابد
- كو جا-تشيول
- محمود المواس
- أسامة أومري
- إيغور سيرغييف

3 أهداف
- ناثان برنز
- ماسيمو لونغو
- تشيرينغ دورجي
- جيانغ نينغ
- مايا يوشيدا
- كامفينغ سايافوتي
- جون إيل-غوان
- ري هيوك-تشول
- تامر صيام
- جوناثان سوريا
- ميثاق بهادران
- علي أسد الله
- فهد المولد
- صفوان بحر الدين
- فازرول نواز
- كي سونغ-يوينغ
- كوون تشانغ-هون
- لي جاي-سونغ
- سنحاريب ملكي
- أرسلانميرات أمانوف
- عبد عبد الرحمن
- عادل أحمدوف
- ألسكاندر غينريخ
- لي كونغ فين

هدفان
- خيبر أماني
- نور الله أميري
- مصطفى زازي
- تومي يوريتش
- ماثيو ليكي
- مارك ميليغان
- آرون موي
- إسماعيل عبد اللطيف
- عبد الوهاب المالود
- سيد محمد عدنان
- تشان فاتاناكا
- وانغ يونغبو
- وو لي
- يو هانتشاو
- وو تشون-تشينغ
- غودفريد كاريكاري
- لام كا واي
- جيمس ماككي
- أشكان دجاغه
- إحسان حاجصفي
- جلال حسيني
- علي رضا جهانبخش
- علي عدنان
- جستن ميرام
- أحمد ياسين
- مو كانازاكي
- هيروشي كييوتاكي
- فيتالي لوكس
- حسن شعيتو
- حسن معتوق
- أونغ تو
- باك كوانغ-ريونغ
- عماد الحوسني
- أحمد مبارك المحيجري
- عبد العزيز المقبالي
- جاكا حبيشة
- سامح مراعبة
- ياسر بينتو
- إيان رامزي
- كريم بوضياف
- محمد كاسولا
- سباستيان سوريا
- خيرول عمري
- جانغ هيون-سو
- لي تشونغ-يونغ
- نام تاي-هي
- سوك هيون-جون
- عبد الرزاق الحسين
- رجا رافع
- أحتم نظروف
- بوكلاو أنان
- تيراتون بنوماتان
- تان تشانابوت
- أديساك كرايسورن
- مونغكول توساكراي
- تشيكيتو دو كارمو
- رامون سارو
- غوفانتش أبيلوف
- مارات بيكماييف
- أنزور إسماعيلوف
- نغوين فان توان
- أحمد السروري

هدف
- فيصل شايسته
- جوزيف شيردل
- تومي أور
- ترنت سينزبوري
- سامي الحسيني
- حسين علي بابا
- محمد سعد الرميحي
- عبد الله عمر
- جاهيد حسن أملي
- بيرين باسنيت
- عدي سعيد
- ثيري بن
- خون لابورافي
- سوس سوهانا
- هاو جونمين
- هوانغ بوين
- مي فانغ
- يو هاي
- تشانغ لينبنغ
- جانغ شيجي
- أونور دوغان
- هونغ كاي تشون
- وانغ روي
- ون تشيه هاو
- ياكي ين
- براندون ماكدونالد
- ترافيس نيكلاو
- كريستيان أنان
- باي هي
- تشان سيو كي
- جو ينغزهي
- لو كوان يي
- باولينيو
- شو ديشواي
- سانديش جينغان
- جيج لالبيخلوا
- روبن سينغ
- كريم أنصاريفرد
- سعيد عزت اللهي
- رضا قوتشان نجاد
- كمال كاميابينيا
- مرتضى بورعليغنجي
- رامين رضائيان
- مسعود شجاعي
- أندرانيك تيموريان
- مهدي ترابي
- سعد عبد الأمير
- علي حصني
- ضرغام إسماعيل
- مهدي كامل
- تاكوما أسانو
- ياسويوكي كونو
- يويا كوبو
- ماساتو موريشيغي
- تاكاشي أوسامي
- هوتارو ياماغوتشي
- منذر أبو عمارة
- ياسين البخيت
- يوسف النبر
- يوسف الرواشدة
- بهاء فيصل
- أحمد سمير
- علي مقصيد
- عبد العزيز المشعان
- فيصل زايد
- إلدار أميروف
- إدغار برنارد
- بكتيار دويشوبيكوف
- ألمازبك ميرزاليف
- رضا عنتر
- عباس أحمد عطوي
- هلال الحلوي
- محمد غدار
- علي حمام
- يوسف محمد
- جوان أوماري
- فيز شمسين
- ليونغ كا هانغ
- محمد عمري يحيى
- بادرول بختيار
- محمد صفيق رحيم
- صافي سالي
- أسادالله عبدالله
- نيز حسن
- أحمد ناشد
- باتمونخيان إرخمبايار
- كياو كو كو
- كيو زايار وين
- سوان لام مانغ
- زاو مين تون
- جانغ كوك-تشول
- رو هاك-سو
- سو كيونغ-جين
- سو هيون-أوك
- محمد الغساني
- سعد المخيني
- قاسم سعيد
- رائد إبراهيم صالح
- حسن بشير
- مصعب البطاط
- أحمد عوض
- عبد اللطيف البهداري
- ماتياس حذوة
- بابلو تامبوريني
- خضر يوسف
- مانويل أوت
- خافيير باتينيو
- ستيفان شروك
- أحمد عبد المقصود
- أكرم عفيف
- عبد الكريم حسن
- إسماعيل محمد
- سلمان الفرج
- سلمان المؤشر
- ناصر الشمراني
- عمر هوساوي
- أسامة هوساوي
- نايف هزازي
- فارس رملي
- جي دونغ وون
- لي جيونغ-هيوب
- سوباش مادوشان
- عمر السومة
- مؤيد العجان
- عدي الجفال
- أحمد كلاسي
- عمر الميداني
- فاتخولو فاتخولويف
- كرويكريت ثاويكارن
- باتريك فابيانو
- جايرو نيتو
- رودريغو سيلفا
- سردارالي أتاسيو
- أرتر غيفوركيان
- رسلان مينغازو
- سليمان موهادو
- ميكان سابارو
- محمد أحمد
- إسماعيل الحمادي
- أحمد العطاس
- حبيب الفردان
- إسماعيل مطر
- عبد الله موسى
- مهند سالم
- ستانيسلاف أندرييف
- سرفر جباروف
- عزيزبك حيدروف
- إيغور كريمتس
- إلدور شومورودوف
- أوتابيك شوكوروف
- دينه تيان ثانه
- تران فاي سون
- عبد الواسع المطري
- علاء الصاصي
- محمد بقشان

هدف في مرماه
- شریف محمد (ضد اليابان)
- خون لابورافي (ضد اليابان)
- لينغ ماكارا (ضد سوريا)
- جنغ جي (ضد كوريا الجنوبية)
- إلدار أميروف (ضد أستراليا)
- فاليري كتشن (ضد بنغلاديش)
- علي حمام (ضد كوريا الجنوبية)
- زاو مين تون (ضد الكويت)
- حمدي المصري (ضد اليابان)
- تانابون كيسارات (ضد السعودية)
- سردار انورازو (ضد غوام)
- ميكان سابارو (ضد عمان)
- دينه تيان ثانه (ضد تايلاند)